# Vione
Vione ist eine  italienische Gemeinde (comune) mit 628 Einwohnern (Stand 31. Dezember 2023) in der Provinz Brescia, Lombardei. 

## Geographie
Die Gemeinde liegt etwa 80,5 Kilometer nordnordöstlich von Brescia im Valcamonica am Oglio und gehört zur Unione Comuni dell'Alta Valle Camonica. Teile der Gemeinde liegen am Nationalpark Stilfserjoch.

## Geschichte
1336 wird das Lehen über Vione vom Bischof von Brescia an die Familie Bardelli gegeben.

## Verkehr
Durch das Gemeindegebiet führt die Strada Statale 42 del Tonale e della Mendola von Treviglio nach Bozen.